# Geibelsche Schmiede
Die Geibelsche Schmiede ist eine Mitte des 17. Jahrhunderts errichtete, denkmalgeschützte Schmiede mit angeschlossener Hofreite in Darmstadt-Eberstadt in Hessen. Aus architektonischen, industriegeschichtlichen und stadtgeschichtlichen Gründen ist das Bauwerk ein Kulturdenkmal.

## Geschichte und Beschreibung
Die Geibelsche Schmiede wurde wahrscheinlich in den Jahren 1662 bis 1664 von dem Schmiedemeister Johann Daniel Geibel erbaut.
Die fränkische Hofreite umfasst das zweigeschossige Fachwerkwohnhaus und die eingeschossige Schmiede. Beide Gebäude mit Kniestock besitzen ein Krüppelwalmdach und sind durch einen Torbau miteinander verbunden.
Im hinteren Grundstücksteil ist noch ein kleiner Gewölbekeller erhalten geblieben.
Die Geibelsche Schmiede wurde saniert und mit einer querliegenden Scheune sowie mit einem neuangelegten Bauerngarten komplettiert. Das Anwesen beherbergt heute ein Heimatmuseum.

## Bildergalerie

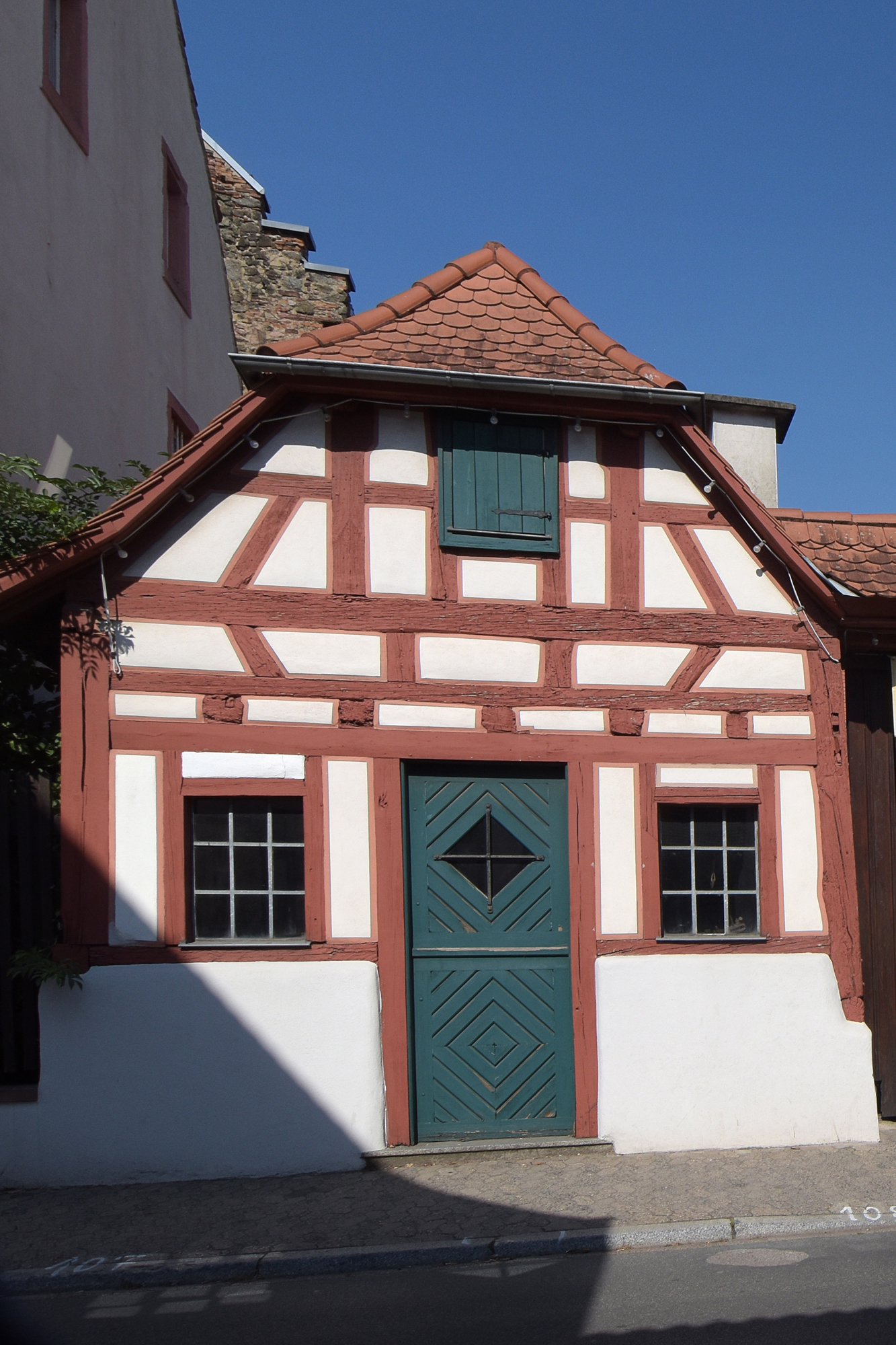
Schmiede (2016)
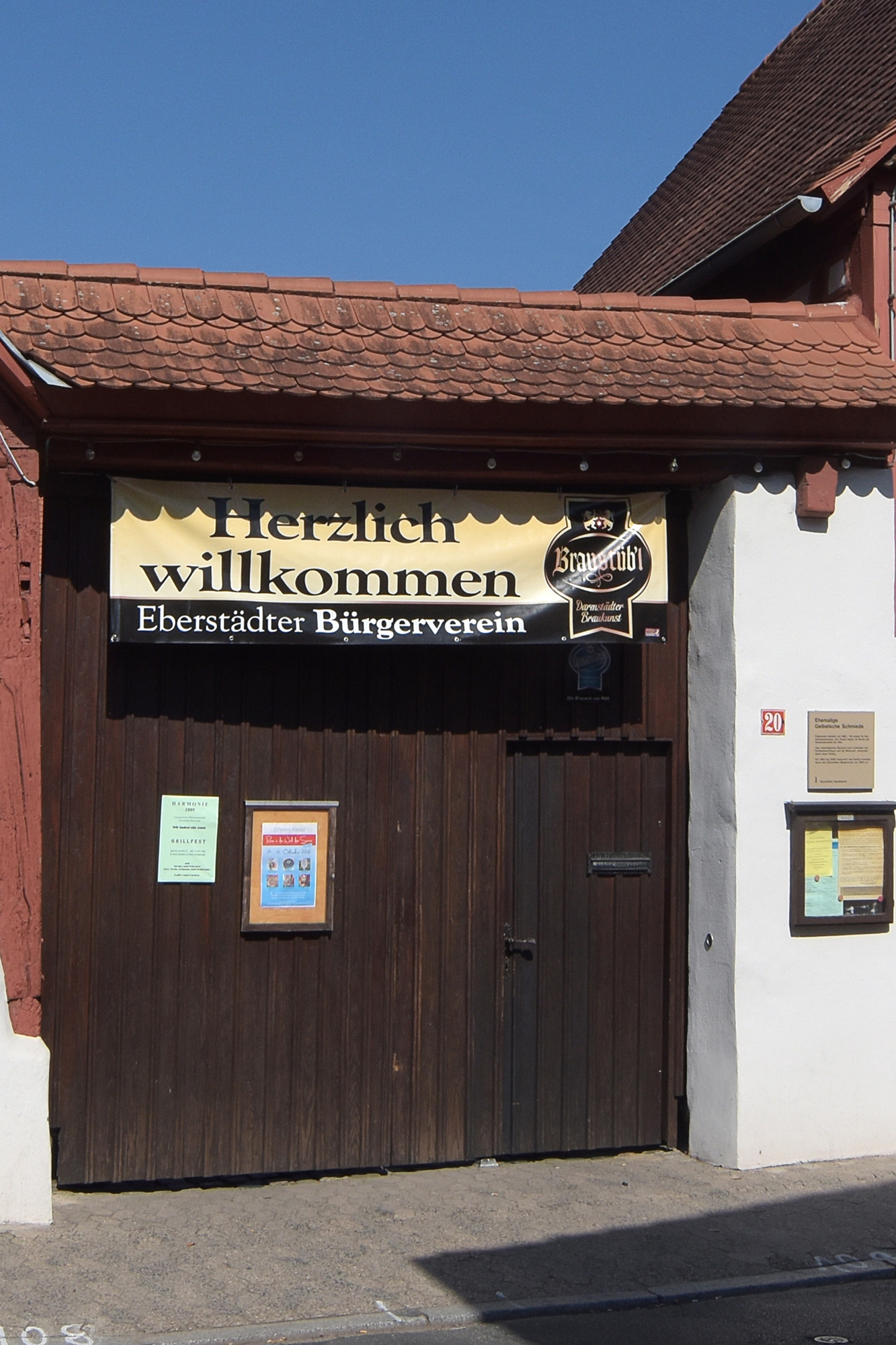
Torbau (2016)